# Козловка (Никольский район)
Козловка — деревня в Никольском районе Вологодской области.
Входит в состав Краснополянского сельского поселения, с точки зрения административно-территориального деления — в Краснополянский сельсовет.
Расстояние до районного центра Никольска по автодороге — 15 км. Ближайшие населённые пункты — Дор, Плаксино, Блудново.
По переписи 2002 года население — 116 человек (52 мужчины, 64 женщины). Всё население — русские.